# Kielbasa

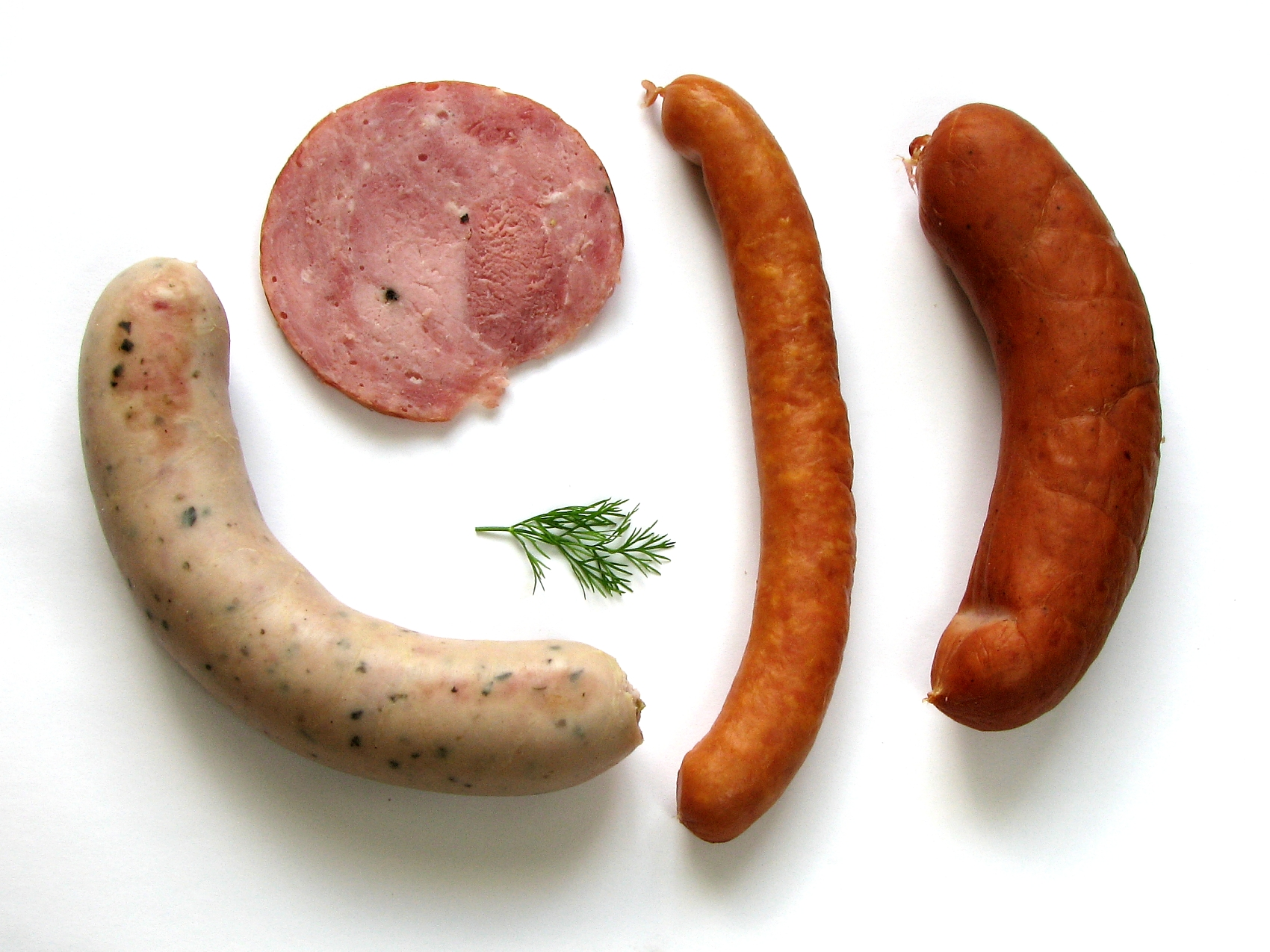
Four types of kiełbasa made in Poland: biała kiełbasa (white sausage), kiełbasa krakowska, the thin kabanos (pl. 'kabanosy'), and kiełbasa wiejska (farmhouse sausage).

Kielbasa (do polonês kiełbasa) é qualquer tipo de  salsicha feita com carne da Polônia, e uma base da culinária desse país.

## Etimologia e uso
A palavra vem do polonês kiełbasa (/kiːlˈbɑːsə/ ou /kɪˈbɑːsə/),,  "salsicha". Fontes etimológicas declaram que, originalmente, o nome vem do turcomano kol basa, literalmente "prensado à mão", ou kül basa, literalmente "prensado com cinzas" (cognato com o prato turco külbastı), ou possivelmente do hebraico kol basar (כל בשר), que significa literalmente "todos os tipos de carne;" entretanto, isto não exclui a possibilidade de outras origens para o nome.

## Variedades

### Polônia

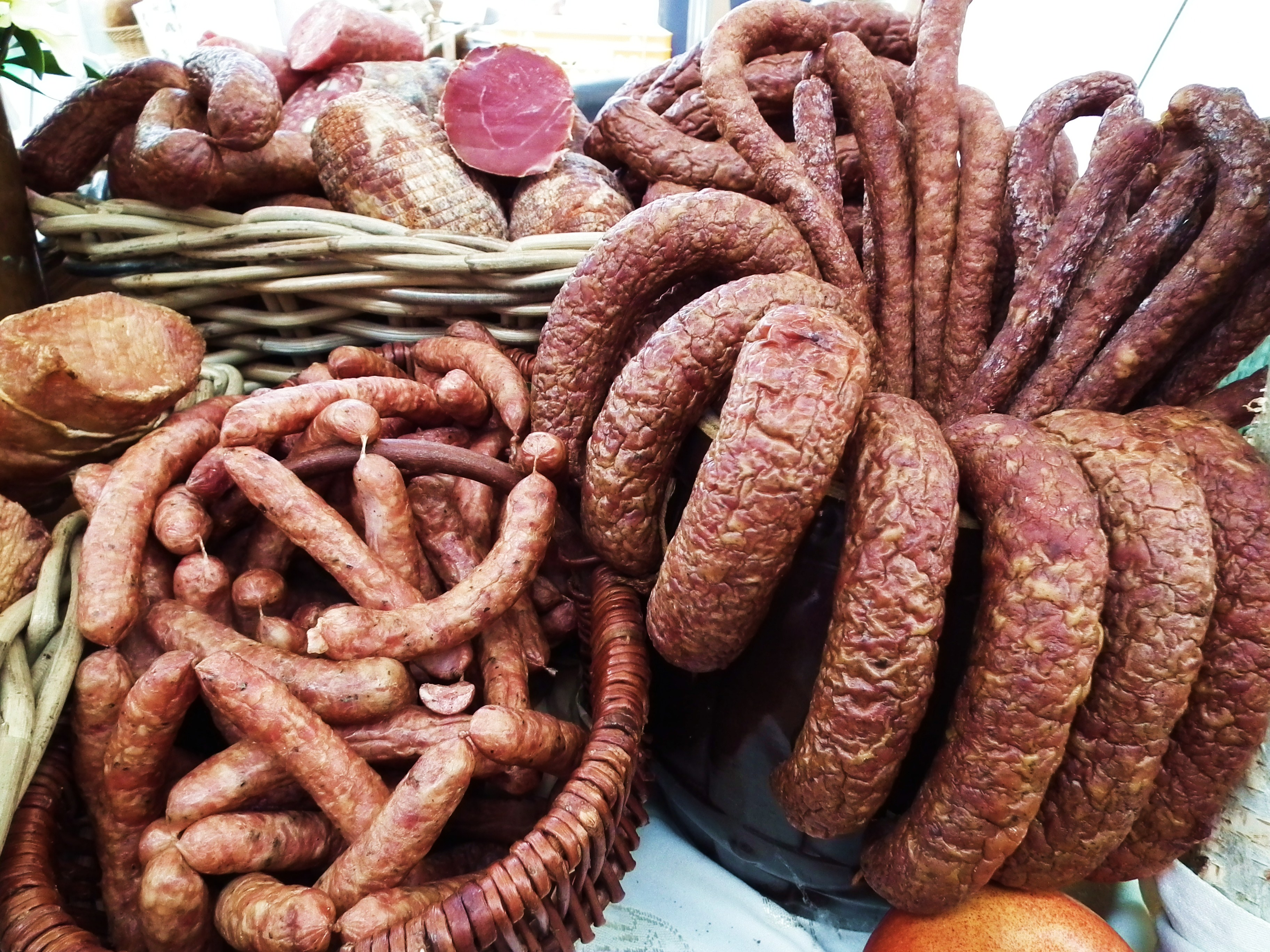
Diferentes variedades de Kielbasa em Poznań, Polônia

As salsichas são um alimento básico da culinária da Polônia e vêm em dezenas de variedades, defumadas ou frescas, feitas com carne de porco, de boi, de peru, de carneiro, de frango ou de vitela, com cada região tendo sua própria especialidade. Destas, a kiełbasa lisiecka, produzida em Małopolskie, tem desde 2010 a proteção da designação de origem. Há guias produzidos pelo governo polonês classificando as salsichas pelo tamanho, carne(s) usada(s) e modo de fabricação.
Originalmente feitas em casa na zona rural, há muitas receitas para a preparação de kielbasa em casa e nos feriados. Kielbasa é também um dos alimentos mais tradicionais nos casamentos poloneses.

### Outros países
Na Hungria, recebe o nome de Kolbász. Nos Estados Unidos, as variantes polonesas se tornaram conhecidas, enquanto no Canadá, as variantes eslovacas e ucranianas também são conhecidas, junto com a polonesa. Vários outros países do Leste Europeu têm sua versão da Kielbasa. 

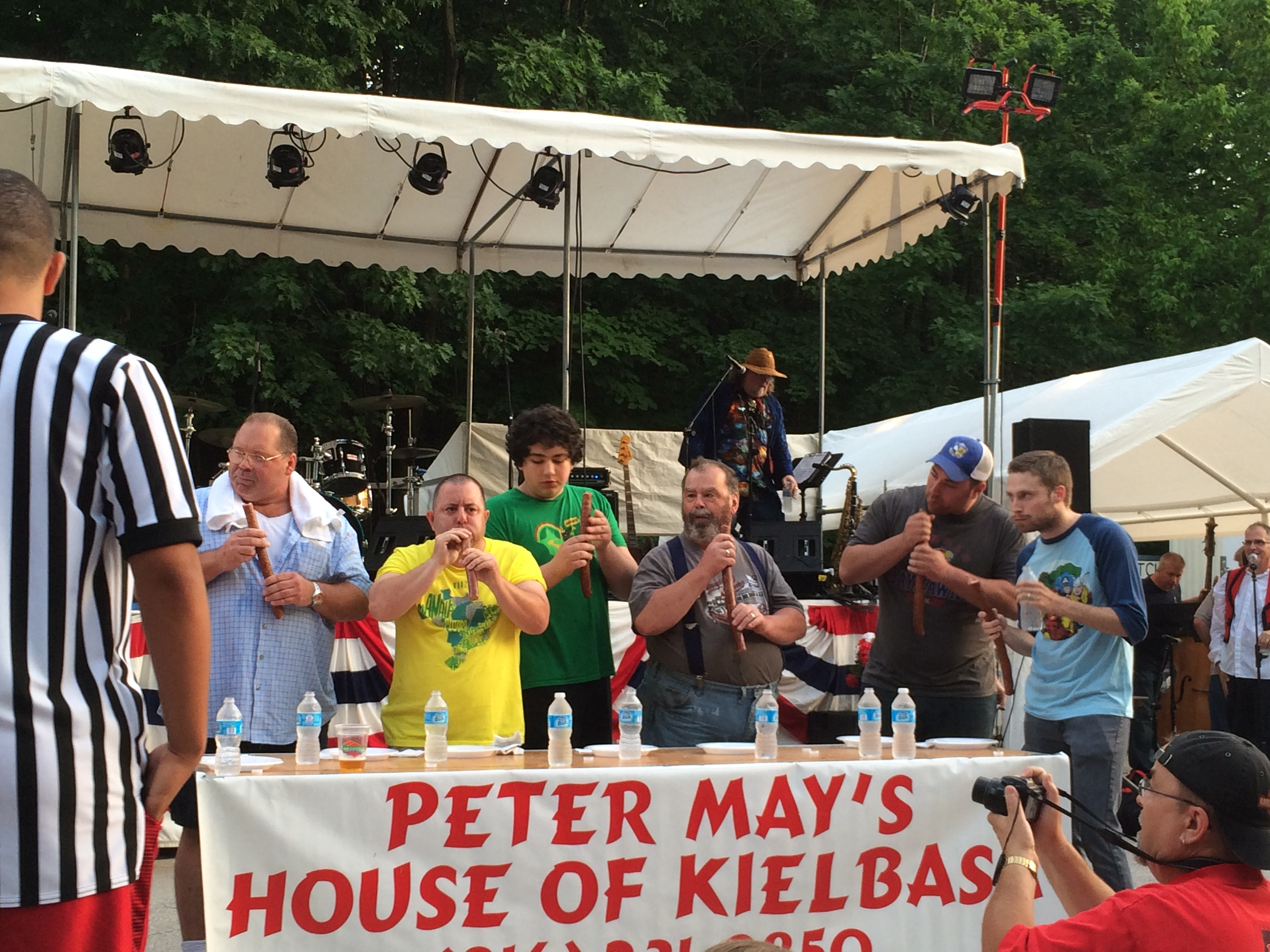
Concurso de comida com Kielbasa em Kansas City